# Montana
Montana là một tiểu bang nằm ở miền tây bắc Hoa Kỳ, là bang thứ 41 gia nhập liên bang vào ngày 8 tháng 11 năm 1889. Thủ phủ của Montana là thành phố Helena, còn thành phố lớn nhất là Billings và Great Falls.
Tiểu bang Montana nổi tiếng với những vùng đồi núi rộng lớn và hùng vĩ thuộc phía bắc dãy núi Rocky. Là tiểu bang đứng thứ 4 về diện tích nhưng dân số lại đứng hàng 44 nên Montana là một trong những tiểu bang dân cư thưa thớt nhất Hoa Kỳ. Nền kinh tế của tiểu bang này chủ yếu dựa trên hoạt động nông nghiệp, khai thác gỗ, khoáng sản và du lịch.
Tên gọi Montana của tiểu bang bắt nguồn từ montaña (trong tiếng Tây Ban Nha có nghĩa là "núi"). Montana còn được gọi là Tiểu bang Kho báu ("The Treasure State") do có nhiều tài nguyên thiên nhiên to lớn hoặc Bang có bầu trời rộng ("Big Sky Country") bởi phong cảnh rừng núi hoang sơ kỳ vĩ tại đây. Montana có nhiều khu công viên quốc gia đẹp nổi tiếng.

## Địa lý

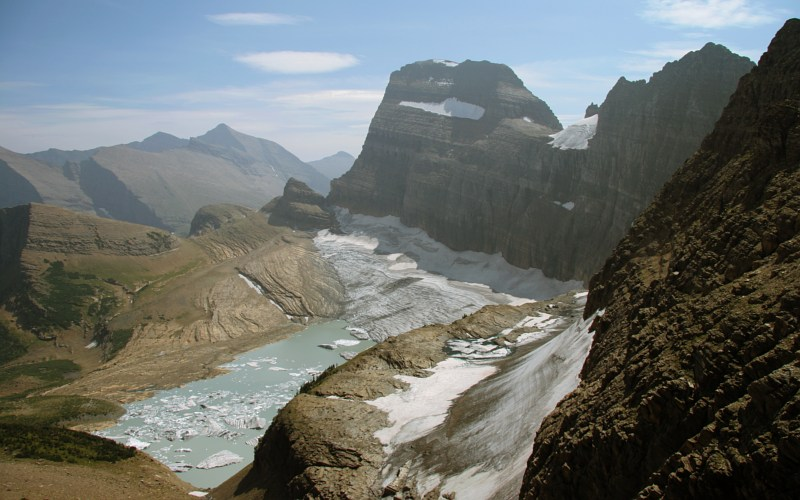
Sông băng Grinnel ở Montana

Với tổng diện tích lên đến 376.978 km², Montana là tiểu bang đứng hàng thứ tư Hoa Kỳ về diện tích (chỉ sau Alaska, Texas và California). Về phía bắc, Montana chia sẻ chung đường biên giới quốc tế với Canada, bao gồm các tỉnh là British Columbia, Alberta, Saskatchewan. Về phía đông, Montana giáp với hai bang Bắc và Nam Dakota, về phía nam giáp với Wyoming và về phía tây và tây nam với Idaho.
Địa hình của Montana rất đa dạng. Dãy núi Rocky chạy hơi chếch qua tiểu bang Montana từ phía tây bắc xuống trung nam chia tiểu bang này thành hai vùng. Phần phía tây chiếm một phần ba diện tích có những vùng đồi núi cao thuộc dãy núi Rocky và thung lũng rộng là cảnh quan tiêu biểu của Montana. Trong khi đó phần phía đông chiếm hai phần ba còn lại thuộc vùng Những Đồng bằng lớn ("Great Plains") với nhiều đồng bằng, thảo nguyên xen lẫn một số dãy núi nhỏ.
Montana có rất nhiều sông. Hệ thống sông ngòi tại đây có vai trò quan trọng trong cung cấp nước uống và điện năng cho cư dân của vùng. Montana là tiểu bang duy nhất tại Mỹ có các sông chảy ra ba biển khác nhau: Thái Bình Dương, Vịnh Hudson và Vịnh Mexico.
Địa hình có ảnh hưởng quan trọng đến thời tiết và khí hậu của Montana. Vùng đồng bằng phía đông của Montana có khí hậu lục địa tương đối khắc nghiệt với mùa hè nóng, mùa đông rất lạnh và có nhiều trận gió lớn. Miền đồi núi phía tây nhờ chịu ảnh hưởng của Thái Bình Dương nên có khí hậu ôn hòa hơn đôi chút với mùa hè mát, mùa đông không lạnh lắm và ít gió bão hơn. Hầu hết diện tích tiểu bang Montana có tuyết rơi khá dày, đặc biệt là mùa đông.

## Lịch sử

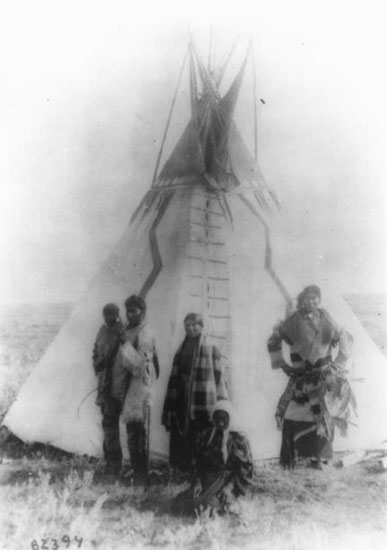
Một gia đình thổ dân Assiniboine 1890-91

Những chủ nhân đầu tiên của vùng đất Montana là các bộ tộc thổ dân da đỏ. Họ bao gồm người Crow sống ở phía trung nam tiểu bang, người Cheyenne ở miền đông nam, các bộ lạc Blackfeet, Assiniboine, Gros Ventres ở miền trung, trung bắc và cuối cùng là người Kootenai và người Salish ở phía tây. Bên cạnh đó, còn có các nhóm nhỏ người Pend d'Oreilles và người Kalispel sống gần hồ Flathead và phía tây. Những bộ tộc da đỏ này có đời sống du mục nhờ săn bắn bò rừng bison.
Phần phía đông của tiểu bang Montana nằm trong vùng đất mua Louisiana mà Pháp bán cho Mỹ năm 1803. Sau khi đoàn thám hiểm của Lewis và Clark khám phá ra những mỏ vàng và đồng tại Montana cuối thập niên 1850, vùng đất này trở thành một vùng lãnh thổ do nước Mỹ kiểm soát (Montana Teritory) vào ngày 26 tháng 5 năm 1864 rồi trở thành tiểu bang thứ 41 của Hoa Kỳ vào ngày 8 tháng 11 năm 1889. Các đạo luật Homestead Act được ban hành vào các năm 1862 và đầu thế kỉ 20 để cung cấp đất cho những người dân nhập cư vào Montana khai khẩn trồng trọt.
Các dòng người da trắng đổ vào Montana đã dẫn tới những xung đột với thổ dân da đỏ bản địa. Năm 1876, toàn bộ một trung đoàn kỵ binh của quân đội Mỹ do tướng George Custer đã bị thổ dân da đỏ tiêu diệt trong trận Little Bighorn nổi tiếng. Đây là một trong những trận chiến nổi tiếng nhất trong lịch sử nước Mỹ và tượng trưng cho sự cố gắng bảo vệ quê hương và giữ gìn bản sắc văn hóa của người da đỏ tại đây.

## Nhân khẩu
Dân số của Montana hiện nay xấp xỉ 1 triệu người. Đây là bang có mật độ dân số thưa thứ ba ở Hoa Kỳ với mật độ dân số chỉ có 2,39 người/km². Tại Montana, phần lớn người dân là người da trắng có nguồn gốc từ các di dân châu Âu như Đức, Bắc Âu, Anh, Ireland, Đông Âu... Đứng thứ nhì là cộng đồng thổ dân da đỏ bản địa. Ngoài ra các sắc tộc khác như người da đen, người gốc Á chiếm một tỉ lệ khá khiêm tốn. Người hispanic, tức người gốc latinh chiếm tỉ lệ 2,56% trên mọi sắc tộc.
Năm 2006, tổng dân số của Montana là 997.650 người, tăng thêm 0,9% so với năm trước. Dự báo dân số Montana sẽ tiếp tục tăng trưởng đều trong thời gian tới.
Phân bố các sắc tộc của Montana vào năm 2005 như sau:
- Người da trắng: 92,52%
- Người da đen: 0,62%
- Người da đỏ: 7,47%
- Người gốc Á: 0,82%
- Người các đảo Thái Bình Dương: 0,11%
- Người hispanic thuộc mọi sắc tộc trên: 2,56%

## Kinh tế

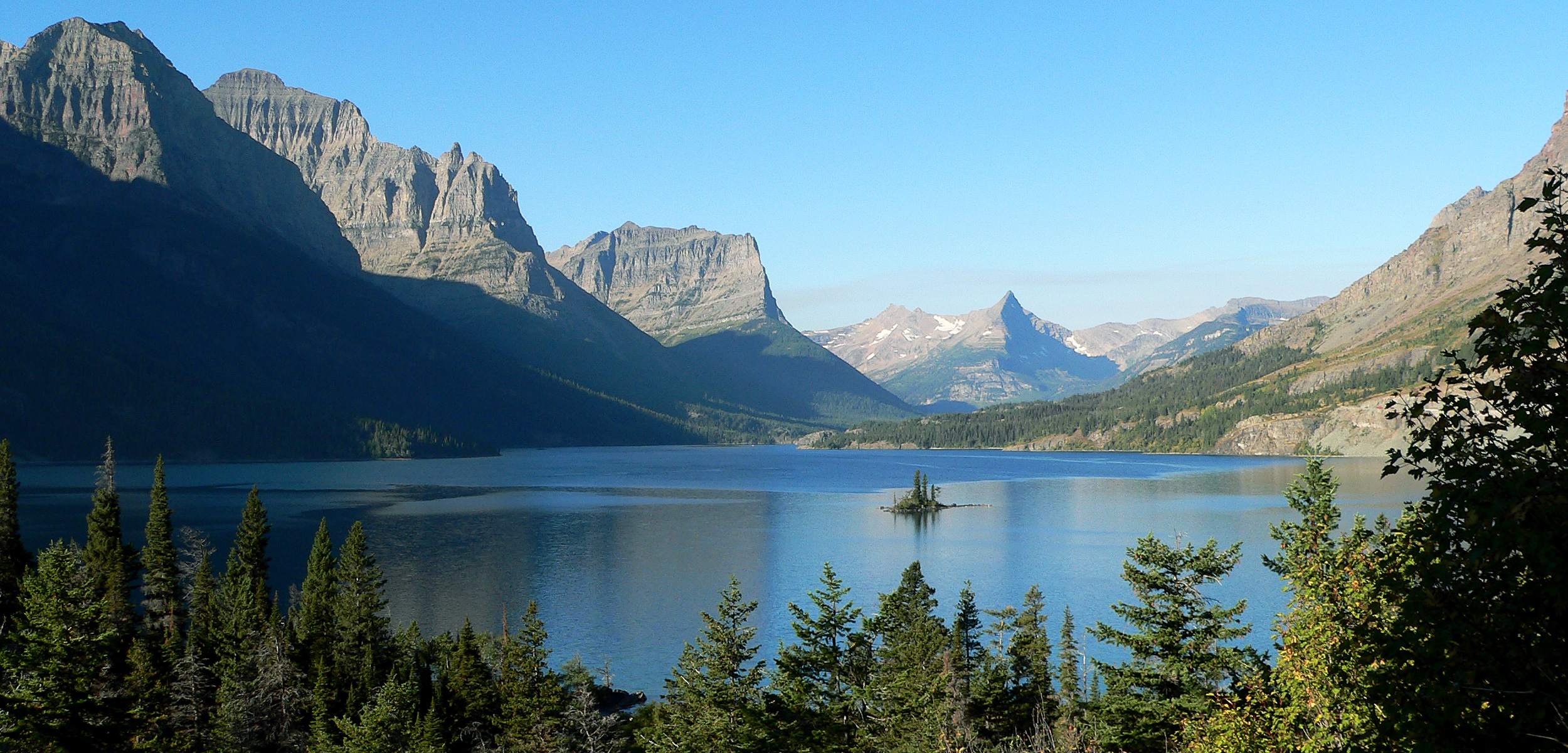
Hồ St Mary trong công viên quốc gia Glacier

Năm 2020, tổng sản phẩm quốc dân của Montana là 51.91 tỉ đô la Mỹ. Thu nhập bình quân của người dân Montana cùng năm đó là 41.280 USD, đứng hàng thứ 37 nước Mỹ tuy nhiên mức thu nhập này sẽ gia tăng nhanh chóng trong các năm tới.
Kinh tế Montana chủ yếu dựa trên nông nghiệp, chăn nuôi, khai khoáng và du lịch. Tại Montana, các loại cây trồng chủ yếu là lúa mì, lúa mạch, yến mạch, lúa mạch đen, củ cải đường, khoai tây. Về chăn nuôi thì cừu là chủ yếu. Montana có nhiều cánh rừng rộng lớn với một nguồn tài nguyên khoáng sản phong phú đã tạo điều kiện thuận lợi cho hoạt động khai thác lâm sản và các loại khoáng sản như vàng, bạc, đồng... hay các mỏ than có trữ lượng lớn.
Du lịch là hoạt động kinh tế quan trọng của Montana. Mỗi năm có hàng triệu lượt khách du lịch tới Montana để tham quan Công viên quốc gia Glacier, hồ Flathead, vùng thượng nguồn con sông Missouri, đài tưởng niệm trận chiến Little Bighorn và một phần công viên quốc gia Yellowstone cùng chung sở hữu với bang láng giềng Wyoming.

## Chính trị

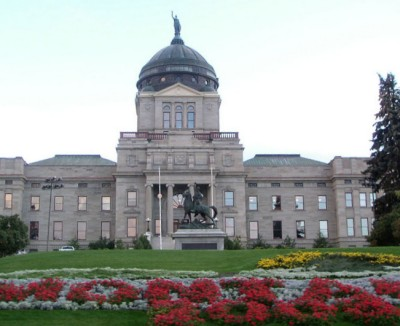
Tòa nhà Quốc hội tiểu bang tại Helena

Trong lịch sử, Montana được coi là một "Swing state" giữa hai Đảng Cộng hòa Hoa Kỳ và Đảng Dân chủ Hoa Kỳ với truyền thống chọn "người bảo thủ đến Helena và người cấp tiến đến Washington". Mỗi đảng đều có một thời gian cầm quyền khá lâu dài tại Montana trước khi bị đảng kia thay thế. Suốt thập niên 1970, Montana là một bang ủng hộ đảng Dân chủ với vị thống đốc Dân chủ có nhiệm kỳ kéo dài tới 20 năm và các đại diện của đảng Dân chủ chiếm đa số tại cả quốc hội tiểu bang lẫn cơ quan lập pháp. Nhưng đến năm 1988, Montana lại bầu lên một thống đốc Đảng Cộng hòa và gửi các đại đại diện Cộng hòa đến thượng viện liên bang. Trong những năm gần đây, Montana được xếp vào nhóm các bang thiên đảng Cộng hoà, khi tổng thống George W. Bush đã giành được thắng lợi lớn tại Montana trong cuộc bầu cử tổng thống các năm 2000 và 2004. Tuy nhiên, năm 2004, người dân Montana lại bầu Brian Schweitzer, một ứng cử viên Dân chủ vào vị trí thống đốc và đưa các đại diện của Đảng Dân chủ đến thượng viện liên bang.